# Серпень 2021
Серпень 2021 — восьмий місяць 2021 року, що розпочався у неділю 1 серпня та закінчився в вівторок 31 серпня.

## Події
- 1 серпня
  - Переможцем Золотого кубку КОНКАКАФ 2021 стала збірна США з футболу, яка у фіналі обіграла збірну Мексики[1].
  - На Олімпіаді-2020 венесуелка Юлімар Рохас побила 26-річний світовий рекорд у потрійному стрибку серед жінок[2].
- 2 серпня
  - Переможницею Кубку світу із шахів 2021 серед жінок стала росіянка Олександра Костенюк[3].
  - В США прямо в кіно було застрелено популярного тік-токера Ентоні Барахаса[4]
- 3 серпня
  - У Києві знайдено повішеним білоруського опозиціонера, голови ГО «Білоруський дім в Україні» Віталія Шишова, який критикував самопроголошеного президента Білорусі Олександра Лукашенка та його політичний режим[5].
  - Росіянка Олександра Костенюк перемогла на Кубку світу із шахів[6]
- 4 серпня
  - Жан Беленюк приніс Україні перше золото на Олімпійських іграх 2020[7], а Парвіз Насібов — друге олімпійське срібло для України[8]
- 5 серпня
  - Пандемія коронавірусної хвороби 2019: кількість хворих у світі досягла 200 мільйонів[9].
- 6 серпня
  - Парламент Молдови затвердив новий уряд країни на чолі з Наталією Гаврилицею[10].
  - У в'язниці так званої ДНР було вбито 3 в'язнів, серед них — засуджений за вбивство заслужений майстер спорту Євген Сотников, український дзюдоїст, що був призером чемпіонатів світу та Європи та учасником Олімпіади в Пекіні (2008)[11]
- 7 серпня
  - У Греції вирують масштабні лісові пожежі. Тисячі туристів та місцевих жителів евакуювали з міст на північ від Афін.[12]
- 8 серпня
  - У Токіо завершились Літні Олімпійські ігри 2020. У медальному заліку на першому місці — США, на другому — Китай, на третьому — Японія.[13]
- 9 серпня
  - Міжурядова група експертів з питань змін клімату опублікувала доповідь зі застереженням щодо кліматичних змін, заявивши, що світ близький до втрати контролю над глобальним потеплінням і що «однозначно» винні в цьому люди.[14]
- 10 серпня
  - На території Російської Федерації вирують масштабні лісові пожежі. Найбільші з них — в Якутії, де вогнем охоплено близько 3,4 мільйона гектарів лісу.[15]
- 11 серпня
  - Володарем Суперкубка УЄФА 2021 року став англійський клуб «Челсі», який переміг іспанський клуб Вільярреал[16].
- 12 серпня
  - У Плімуті (Англія) сталося масове вбивство — нападник застрелив п'ятеро людей, після чого застрелився[17].
- 14 серпня
  - У Гаїті стався землетрус магнітудою 7,2 бали. У результаті загинуло щонайменше 1500 людей та кілька тисяч зникло безвісти.[18]
- 15 серпня
  - Війна в Афганістані: після виходу американських військ ісламістський рух «Талібан» повністю захопив Афганістан та взяли під контроль Кабул. Відновлено Ісламський Емірат Афганістану; проти «Талібану» сформовано Панджшерський спротив під керівництвом Ахмад Масуди та Амрулла Салех. Президент Ашраф Гані залишив країну.[19]
- 17 серпня
  - Падіння Кабула: відому афганську режисерку і генеральну директорку державної кінокомпанії «Афганфільм» Сахра Карімі було евакуйовано із Афганістану до Києва[20].
  - Український шашкіст Юрій Анікєєв став переможцем чемпіонату Європи 2021 з шашок-64[21].
  - «Нацкорпус» поламав радянські декорації на Алеї Героїв Небесної Сотні[22]
- 21 серпня
  - Завершився 12-й Одеський міжнародний кінофестиваль. Гран-прі «Золотий Дюк» отримав фільм «Стоп-Земля» української режисерки Катерини Горностай[23].
- 23 серпня
  - У Києві за участі лідерів і представників 46 країн світу вперше відбувся Міжнародний саміт «Кримська платформа». Учасники підписали спільну декларацію[24].
  - В Україні набули чинності зміни до законодавства щодо е-паспортів[25].
  - У ДТП на Бориспільській трасі потрапив народний депутат України Олександр Трухін, внаслідок пригоди постраждав голова Комітету арбітрів ФФУ Лучано Лучі[26]
- 24 серпня
  - В Україні пройшло відзначення 30-ї річниці незалежності. У Києві відбувся парад за участі військової техніки та авіації.[27].
  - Новим президентом Замбії став Хакаінде Хічілема[28].
- 26 серпня
  - Війна в Афганістані (2001–2021): у результаті теракту, здійсненого самогубцем в аеропорту Кабула, загинуло близько 200 людей, ще понад 150 отримали поранення.[29].
  - США завершили виведення військ з Афганістану, поклав край найдовшої війні у американської історії; останнім залишив афганську землю генерал-майор Кріс Донахью[en][30].
- 27 серпня
  - У Казахстані стався вибух[ru] на складі інженерних боєприпасів, слідом за яким почалася пожежа. В результаті події загинули 13 людини, 98 постраждали[31].
- 29 серпня
  - Переможцем Чемпіонату світу з пляжного футболу 2021 стала збірна Росії; друге місце зайняла команда Японії, третє — Швейцарії[32].
- 30 серпня
  - Війна в Афганістані (2001–2021): перед залишенням Афганістану США повідомили про остаточне виведення з ладу військової техніки в кабульському аеропорту: було роззброєно чи виведено з ладу літаки, бронемашини, систему ПРО, артилерію і міномети, які використовувалися для захисту аеропорту.[33][34]
- 31 серпня
  - Парламент Естонії обрав нового президента країни. Ним став Алар Каріс, який до цього обіймав посаду директора Естонського національного музею.[35][36][37].
  - Переможцем Чемпіонату світу з хокею із шайбою серед жінок 2021 року стала команда Канади; друге місце посіла команда США, третє — Фінляндії.[38]